# Winfried Gintschel
Winfried Gintschel (* 15. Februar 1962) ist ein deutscher Basketballfunktionär.

## Leben
Gintschel studierte Englisch an der University of Minnesota in den Vereinigten Staaten sowie von 1983 bis 1988 an der Julius-Maximilians-Universität Würzburg Geschichte, Geographie, Deutsch und Sport für das Lehramt.
Von 2003 bis 2015 hatte er das Amt des Vorsitzenden des Bayerischen Basketball Verbandes (BBV) inne und wurde bei seinem Abschied aus dieser Funktion im April 2015 zum BBV-Ehrenpräsidenten ernannt.
Ab Mai 2009 wurde er Technischer Kommissar beim Basketballweltverband FIBA. Zudem wurde er ab 2015 für die FIBA als Ausbilder tätig sowie beim Deutschen Basketball-Bund Mitglied des Schiedsrichterreferates für die Basketball-Bundesliga. In der Bundesliga war er bereits ab 2004 als Kommissar und Schiedsrichterausbilder tätig. Ab 2015 war er Mitglied eines gemeinsamen Spitzensport-Kompetenzgremiums des Deutschen Basketball-Bundes, der Basketball-Bundesliga, der 2. Basketball-Bundesliga sowie der Landesverbände, welches die Ligen und Verbände beriet.
In seinem Hauptberuf als Lehrer stieg er an der Würzburger Hauptschule Heuchelhof (später in Mittelschule Heuchelhof umbenannt) 2009 zum Konrektor auf, später wurde er Schulleiter.